# Geometrisk række
I matematikken er den geometriske række summen af tallene i en geometrisk følge:
{\displaystyle \sum _{k=0}^{n}ar^{k}=ar^{0}+ar^{1}+ar^{2}+ar^{3}+\cdots +ar^{n}.}

## Grundlæggende egenskaber
Det er muligt at finde et simplere udtryk for denne sum ved at multiplicere begge sider i ovenstående ligning med {\displaystyle (1-r)}, hvorved det fås, at
{\displaystyle (1-r)\sum _{k=0}^{n}ar^{k}=a-ar^{n+1}\,}
da rækken er teleskoperende. Omflytning resulterer i følgende bekvemme formel for en geometrisk række:
{\displaystyle \sum _{k=0}^{n}ar^{k}={\frac {a(1-r^{n+1})}{1-r}}.}
Bemærk: Hvis summen ikke begynder fra 0, men fra et højere tal, m, fås
{\displaystyle \sum _{k=m}^{n}ar^{k}={\frac {a(r^{m}-r^{n+1})}{1-r}}.}
Ved at differentiere summen med hensyn til r er et muligt at få formler på formen
{\displaystyle \sum _{k=0}^{n}k^{s}r^{k}.}
Eksempelvis:
{\displaystyle {\frac {d}{dr}}\sum _{k=0}^{n}r^{k}=\sum _{k=1}^{n}kr^{k-1}={\frac {1-r^{n+1}}{(1-r)^{2}}}-{\frac {(n+1)r^{n}}{1-r}}.}

## Uendelige geometriske rækker
En uendelig geometrisk række er en uendelig række, hvor de på hinanden følgende led har samme forhold. En sådan række konvergerer hvis og kun hvis absolut værdien af det fælles forhold er mindre end 1 (|r|<1). Værdien kan da beregnes ved formlen for den endelige sum
{\displaystyle \lim _{n\to \infty }{\sum _{k=0}^{n}ar^{k}}=\lim _{n\to \infty }{\frac {a(1-r^{n+1})}{1-r}}={\frac {a}{1-r}},}
eller, i tilfælde hvor rækken ikke begynder ved k = 0,
{\displaystyle \sum _{k=m}^{\infty }ar^{k}={\frac {ar^{m}}{1-r}}.}
Begge gælder kun for |r| < 1. Den sidste formel er faktisk gyldig i enhver Banachalgebra, så længe normen af r er mindre end 1, og også i legemet af p-adiske tal, hvis |r|p < 1. Som det er tilfældet med den endelige sum, kan vi, da rækken konvergerer uniformt, differentiere og opnå formler for relaterede summer. Eksempelvis
{\displaystyle {\frac {d}{dr}}\sum _{k=0}^{\infty }r^{k}=\sum _{k=1}^{\infty }kr^{k-1}={\frac {1}{(1-r)^{2}}}.}
Den formel gælder også kun for |r| < 1.

## Komplekse tal
Sumformlen for geometriske rækker gælder selv, hvis det fælles forhold er et komplekst tal. Dette faktum kan bruges sammen med Eulers formel til at udregne summerne af nogle ikke-trivielle geometriske rækker, såsom:
{\displaystyle \sum _{k=0}^{\infty }{\frac {\sin(kx)}{r^{k}}}={\frac {1}{2i}}\left[\sum _{k=0}^{\infty }\left({\frac {e^{ix}}{r}}\right)^{k}-\sum _{k=0}^{\infty }\left({\frac {e^{-ix}}{r}}\right)^{k}\right]}.
Det er klart, at dette blot er differensen mellem to geometriske rækker. Herfra er det simpel formelanvendelse at nå frem til, at
{\displaystyle \sum _{k=0}^{\infty }{\frac {\sin(kx)}{r^{k}}}={\frac {r\sin(x)}{1+r^{2}-2r\cos(x)}}}.